# Liste der Landschaftsschutzgebiete in Thüringen
| Statistik (Stand: 31. Dez. 2012) |            |
| Anzahl:                          | 55         |
| Gesamtfläche:                    | 421.032 ha |
| Anteil an Landesfläche:          | 26,0 %     |

Die Liste der Landschaftsschutzgebiete in Thüringen gibt die 55 Landschaftsschutzgebiete im deutschen Bundesland Thüringen wieder.

## Liste
| Name                                                               | Bild | Kennung          | Kreis                                                      | Einzelheiten | Position | Fläche Hektar | Datum |
| ------------------------------------------------------------------ | ---- | ---------------- | ---------------------------------------------------------- | --- | -------- | ------------- | ----- |
| Südharz                                                            |      | 1 WDPA: 324908   | Landkreis Nordhausen                                       | | ⊙        | 11.509        | 1960  |
| Alter Stolberg                                                     |      | 2 WDPA: 319557   | Landkreis Nordhausen                                       | | ⊙        | 4.322         | 1970  |
| Helmestausee                                                       | BW   | 3 WDPA: 20787    | Kyffhäuserkreis, Landkreis Nordhausen                      | | ⊙        | 1.794         | 1970  |
| Hainleite                                                          |      | 4 WDPA: 20781    | Kyffhäuserkreis, Landkreis Sömmerda                        | | ⊙        | 8.676         | 1970  |
| Dün-Helbetal                                                       | BW   | 5 WDPA: 320473   | Landkreis Eichsfeld, Kyffhäuserkreis, Landkreis Nordhausen | | ⊙        | 5.600         | 1963  |
| Bleicheröder Berge                                                 | BW   | 6 WDPA: 20734    | Landkreis Eichsfeld, Landkreis Nordhausen                  | | ⊙        | 3.597         | 1970  |
| Rusteberg                                                          | BW   | 11 WDPA: 324055  | Landkreis Eichsfeld                                        | | ⊙        | 16            | 1940  |
| Mühlhäuser Stadtwald                                               | BW   | 17 WDPA: 323089  | Unstrut-Hainich-Kreis                                      | | ⊙        | 2.838         | 1970  |
| Landschaftsteile, Wasserläufe und Bruchwiesengelände Bad Tennstedt | BW   | 18 WDPA: 320122  | Unstrut-Hainich-Kreis                                      | | ⊙        | 10            | 1939  |
| Unstruttal zwischen Nägelstedt und Großvargula                     | BW   | 19 WDPA: 325302  | Landkreis Gotha, Unstrut-Hainich-Kreis                     | | ⊙        | 139           | 1939  |
| Fahner Höhe                                                        | BW   | 20 WDPA: 20762   | Erfurt, Landkreis Gotha, Landkreis Sömmerda                | | ⊙        | 4.950         | 1970  |
| Finne                                                              |      | 21 WDPA: 320806  | Landkreis Sömmerda                                         | | ⊙        | 890           | 1960  |
| Schötener Grund                                                    | BW   | 22 WDPA: 324258  | Landkreis Weimarer Land                                    | | ⊙        | 50            | 1970  |
| Ilmtal von Oettern bis Kranichfeld                                 | BW   | 23 WDPA: 20791   | Erfurt, Ilm-Kreis, Weimar, Landkreis Weimarer Land         | | ⊙        | 19.209        | 1960  |
| Steigerwald (Erfurt)                                               |      | 24 WDPA: 20880   | Erfurt                                                     | | ⊙        | 1.188         | 1970  |
| Landschaftsteile zwischen Möbisburg und Egstedt                    | BW   | 25 WDPA: 322479  | Erfurt                                                     | | ⊙        | 64            | 1939  |
| Dreigleichen                                                       | BW   | 26 WDPA: 20749   | Landkreis Gotha, Ilm-Kreis                                 | | ⊙        | 1.698         | 1960  |
| Mittleres Saaletal zwischen Camburg und Göschwitz                  |      | 32 WDPA: 20826   | Jena, Saale-Holzland-Kreis                                 | | ⊙        | 16.602        | 1972  |
| Hainspitzer See                                                    |      | 33 WDPA: 20753   | Saale-Holzland-Kreis                                       | | ⊙        | 39            | 1950  |
| Geraer Stadtwald                                                   | BW   | 34 WDPA: 321058  | Gera, Landkreis Greiz                                      | | ⊙        | 1.575         | 1972  |
| Hausberg (Gera)                                                    | BW   | 35 WDPA: 321443  | Gera                                                       | | ⊙        | 28            | 1940  |
| Zeitzgrund                                                         |      | 37 WDPA: 20918   | Saale-Holzland-Kreis                                       | | ⊙        | 1.291         | 1958  |
| Rotehofbachtal                                                     | BW   | 38 WDPA: 20863   | Saale-Holzland-Kreis, Saale-Orla-Kreis                     | | ⊙        | 2.444         | 1964  |
| Kemnatenberg und Spitalsberg                                       |      | 39 WDPA: 322086  | Saale-Holzland-Kreis                                       | | ⊙        | 58            | 1951  |
| Rinne-Rottenbachtal                                                |      | 40 WDPA: 20860   | Landkreis Saalfeld-Rudolstadt, Ilm-Kreis                   | | ⊙        | 6.717         | 1972  |
| Hermannstal                                                        |      | 41 WDPA: 321564  | Landkreis Saalfeld-Rudolstadt                              | | ⊙        | 251           | 1939  |
| Zechsteinriffe in der Orlasenke                                    | BW   | 42 WDPA: 325979  | Saale-Orla-Kreis                                           | | ⊙        | 410           | 1958  |
| Döbritzer Höhlen                                                   |      | 43 WDPA: 320380  | Saale-Orla-Kreis                                           | | ⊙        | 35            | 1958  |
| Drommberg                                                          |      | 44 WDPA: 320436  | Saale-Orla-Kreis                                           | | ⊙        | 26            | 1958  |
| Weidatalsperre                                                     |      | 45 WDPA: 20911   | Landkreis Greiz                                            | | ⊙        | 1.680         | 1961  |
| Plothener Teichgebiet                                              |      | 46 WDPA: 20853   | Saale-Orla-Kreis                                           | | ⊙        | 1.896         | 1961  |
| Steinicht                                                          |      | 47 WDPA: 324823  | Landkreis Greiz                                            | | ⊙        | 10            | 1943  |
| Kulm                                                               |      | 49 WDPA: 322362  | Landkreis Saalfeld-Rudolstadt                              | | ⊙        | 200           | 1938  |
| Gleitsch                                                           |      | 50 WDPA: 321096  | Landkreis Saalfeld-Rudolstadt                              | | ⊙        | 123           | 1938  |
| Obere Saale                                                        |      | 51 WDPA: 20840   | Saale-Orla-Kreis, Landkreis Saalfeld-Rudolstadt            | | ⊙        | 21.115        | 1965  |
| Burgruine Reichenfels                                              |      | 52 WDPA: 320213  | Landkreis Greiz                                            | | ⊙        | 45            | 1961  |
| Zaufensgraben                                                      |      | 54 WDPA: 325976  | Gera                                                       | | ⊙        | 11            | 1952  |
| Wälder um Greiz und Werdau                                         |      | 55 WDPA: 325546  | Landkreis Greiz                                            | | ⊙        | 3.270         | 1961  |
| Hainbergsee Meuselwitz                                             |      | 56 WDPA: 321319  | Landkreis Altenburger Land                                 | | ⊙        | 24            | 1963  |
| Sprottetal                                                         |      | 57 WDPA: 20877   | Landkreis Altenburger Land                                 | | ⊙        | 1.100         | 1984  |
| Kohrener Land                                                      | BW   | 58 WDPA: 322256  | Landkreis Altenburger Land                                 | | ⊙        | 8.241         | 1959  |
| Kyffhäuser                                                         |      | 59 WDPA: 322381  | Kyffhäuserkreis, Landkreis Nordhausen                      | | ⊙        | 5.475         | 1941  |
| Thüringische Rhön                                                  | BW   | 60 WDPA: 20897   | Landkreis Schmalkalden-Meiningen, Wartburgkreis            | | ⊙        | 532           | 1989  |
| Kleiner Gleichberg, Hartenburg und Altenburg                       | BW   | 61 WDPA: 378501  | Landkreis Hildburghausen                                   | | ⊙        | 532           | 1939  |
| Thüringer Wald                                                     |      | 62 WDPA: 20896   | Wartburgkreis, Landkreis Gotha, Landkreis Hildburghausen   | Das Landschaftsschutzgebiet Thüringer Wald liegt in den Landkreisen bzw. kreisfreien Städten Landkreis Gotha, Landkreis Hildburghausen, Landkreis Saalfeld-Rudolstadt, Landkreis Schmalkalden-Meiningen, Landkreis Sonneberg, Suhl und dem Wartburgkreis. | ⊙        | 145.569       | 1963  |
| Hildburghäuser Wald                                                | BW   | 63 WDPA: 20788   | Landkreis Hildburghausen                                   | | ⊙        | 5.250         | 1978  |
| Esbachteich                                                        | BW   | 64 WDPA: 320698  | Ilm-Kreis                                                  | | ⊙        | 9             | 1939  |
| Thüringer Schiefergebirge                                          |      | 76 WDPA: 378705  | Saale-Orla-Kreis, Landkreis Saalfeld-Rudolstadt            | | ⊙        | 26.512        | 2006  |
| Obereichsfeld                                                      |      | 81 WDPA: 390325  | Landkreis Eichsfeld, Unstrut-Hainich-Kreis                 | Im Jahr 2009 wurde das Landschaftsschutzgebiet „Obereichsfeld“ (Nr. 81) gegründet. Darin sollten die zehn Landschaftsschutzgebiete „Das kleine Lichtenbühl“ (Nr. 7), „Heiligenstädter Stadtwald“ (Nr. 8), „Die Hörner“ (Nr. 9), „Flinsberger Warte“ (Nr. 10), „Rusteberg“ (Nr. 11), „Heuberg – Galgenberg“ (Nr. 12), „Pfaffschwender Kuppe“ (Nr. 13), „Hülfensberg“ (Nr. 14), „Feuerkuppe – Rollsberg“ (Nr. 15) und „Keudelskuppe mit Ostrand der Plesse“ (Nr. 16) aufgehen. | ⊙        | 38.496        | 2009  |
| Unstrut-Triasland                                                  | BW   | 83 WDPA: 325304  | Kyffhäuserkreis                                            | | ⊙        | 616           | 1961  |
| Bettelmannsholz                                                    | BW   | 84 WDPA: 319909  | Ilm-Kreis                                                  | | ⊙        | 11            |       |
| Saaletal in den Fluren Göschwitz bis Kahla                         |      | 104 WDPA: 345190 | Jena, Saale-Holzland-Kreis                                 | | ⊙        | 1.431         | 1972  |
| Trießnitz                                                          |      | 105 WDPA: 345198 | Jena                                                       | | ⊙        | 15            | 1972  |
| Oberaue                                                            |      | 106 WDPA: 345186 | Jena                                                       | | ⊙        | 59            | 1972  |
| Unteraue                                                           | BW   | 107 WDPA: 345199 | Jena                                                       | | ⊙        | 127           | 1972  |
| Legende für Landschaftsschutzgebiet                                |      |                  |                                                            | |          |               |       |